# Peter Andreas Heiberg
Peter Andreas Heiberg (Vordingborg, 16 de Novembro de 1758 – Paris, 30 de Abril de 1841) foi um autor e filólogo dinamarquês - norueguês. 

## Vida
Ele nasceu em Vordingborg, Dinamarca-Noruega. A ancestralidade Heiberg pode ser rastreada até a Noruega e produziu uma longa linha de sacerdotes, diretores e outros homens eruditos. O pai de Peter Andreas Heiberg era o diretor norueguês da escola primária em Vordingborg, Ludvig Heiberg, enquanto sua mãe era Inger Margrethe, filha do vigário da mansão de Vemmetofte Peder Heiberg, parente de Ludvig Heiberg, e Inger Hørning, que veio de uma família de ricos comerciantes dinamarqueses.
Seu pai morreu quando Heiberg tinha apenas dois anos de idade, e sua mãe se mudou com os filhos para morar com o pai em Vemmetofte, perto da cidade de Faxe, na Zelândia. Esta seria a casa de Heiberg até ele ir para a escola primária, na qual se formou em 1774. Em 1777 ele fez o exame filológico maior e em 1779 ele deixou Copenhague, provavelmente devido a dívidas de jogo. Ele então foi para a Suécia para se juntar às forças militares suecas. Um ano e meio depois, sua família o comprou do serviço militar e, após uma curta estadia em Uppsala, ele foi para Bergen, onde ficou três anos com o tio. Em Bergen, Heiberg conheceu vários escritores que o inspiraram a começar a escrever sozinho. Após seu retorno a Copenhagen, ele usou suas habilidades lingüísticas para conseguir um emprego como intérprete. Heiberg também traduziu uma publicação do escritor francês Jean-Charles Laveaux, que era altamente crítica para a classe alta, esta foi provavelmente a razão pela qual Heiberg escolheu publicar a versão traduzida anonimamente. Em 1790, Heiberg casou-se com Thomasine Buntzen, de 16 anos, com quem tem o filho Johan Ludvig.
Muitos dos modelos de comportamento de Heiberg eram franceses e geralmente marcados pelos ideais do Iluminismo.
Seu romance de estreia, Rigsdalersedlens Hændelser (1789), descreve de forma crítica os comerciantes, a nobreza e a influência alemã na Dinamarca. Este romance irritou muito a classe alta dinamarquesa, mas Heiberg continuou escrevendo canções, artigos, ensaios e peças de crítica semelhante (uma peça, Heckingborn, sendo traduzida para o inglês em 1799 com o título Pobreza e Riqueza). Essa crítica política levou Heiberg a ser banido na véspera de Natal de 1799. Ele já havia recebido muitas advertências e multas por seus trabalhos cheios de críticas ao governo, mas depois que novas leis de censura mais severas foram introduzidas pelo príncipe herdeiro Frederico em setembro de 1799 ele foi acusado e sentenciado retroativamente ao banimento. Posteriormente, Heiberg se estabeleceu em Paris, onde viveu até sua morte em 1841.

## Obras
- Indtogsvise (1790)
- Rigdsdaler-Sedlens haendelser (Aventuras de uma Nota de Banco) (1787/93)
- Sprog-Grandskning (1798)
- De vonner og vanner  (Os Von e os Van) (1793)